# Har Nuur (Zavhan)
Il lago Har nuur (in mongolo: Хар нуур, "lago nero") si trova in Mongolia occidentale, nella provincia del Zavhan. Occupa una valle tra i monti Hangaj a est della depressione dei grandi laghi.
Dalla foto della NASA si vede la pesante presenza di dune che penetrano nel bacino indicando la direzione prevalente dei venti della regione.